# Gino Valentini
Gino Alberto Valentini Cuadra (Santiago de Chile, 10 de octubre de 1958) es un exfutbolista, entrenador y profesor de educación física chileno. Jugaba de mediocampista. Actualmente se desempeña como coordinador del primer equipo de Deportes Concepción.

## Trayectoria

### Como jugador
Jugó en Universidad Católica entre 1978 y 1984. Ese último año, Valentini marcó el gol definitivo en el Clásico Universitario ante Universidad de Chile de 1984 que terminó una racha de 13 años sin victorias por Primera División. Tras su gran nivel, fue traspasado junto a Óscar Meneses al Real Oviedo, donde estuvo 6 meses. Tras su paso por España, jugó en Tampico Madero, Unión San Felipe, Deportes Arica, terminando su carrera en Deportivo Irapuato a los 31 años, para luego dedicarse un año a ser Secretario Técnico de la misma institución.

### Como entrenador
Tras desempeñarse entre 1992 y 1994 como entrenador de las inferiores de Universidad Católica, para en julio de 1996 ser designado como director Técnico de Regional Atacama de la Primera División de Chile, quien en el torneo de 1996 peleaba el descenso, en cual confirmó en la última fecha, sin Valentini en el banco. En 1997 dirigió a Municipal Las Condes.
En 1999, fue designado como técnico de Provincial Osorno, conjunto recién descendido a la  Primera B chilena, logrando ascender el mismo año en la Promoción ante Cobresal. Al año siguiente, volvería a descender.
Durante 2003 y 2004 fue director técnico de Deportes Puerto Montt, etapa que estuvo marcada por la mala relación con la hinchada. Entre 2012 y 2013, volvió a dirigir al conjunto salmonero. Su último paso como entrenador fue en 2018, como director técnico interino de Deportes Melipilla.

## Controversias
El 11 de octubre de 2013, en un restaurante de Puerto Montt Valentini agredió a Daniela Cerda, periodista del programa Primer Plano de Chilevisión, quien se encontraba en la zona siguiendo los pasos de la modelo Valentina Roth, que estaba cenando junto a Valentini y otro amigo. Tras Cerda intentar entrevistar a Roth, fue agredida en el rostro por Valentini, dejándola con lesiones de carácter leve en el rostro.
Durante cinco años Valentini fue gerente deportivo de Deportes Melipilla, donde formó parte de varias irregularidades. Valentini aseguró que en diciembre de 2017, Carlos Encinas, DT y Accionista de los melipillanos, le indicó que intentará sobornar al arquero del conjunto de Deportes Vallenar, Carlos Julio, ofreciéndole dinero y un contrato futuro con Deportes Melipilla, lo que el arquero habría rechazado.  Julio indicó «me ofrecieron contrato, un departamento y contrato con marca deportiva. A Juan Silva, la noche anterior, se le ofreció un beneficio a cambio de que lo expulsaran». Además, aseguró que la llave entre Melipilla y Unión San Felipe por el ascenso durante la temporada 2020, estuvo arreglada a favor de Melipilla. Esta acusación fue desestimada por el Tribunal de Penalidades de la ANFP.
Además de dichas acusaciones, Valentini fue el principal denunciante en la acusación de dobles contratos contra el conjunto del potro, donde fue cesado el 5 de enero de 2021, debido a no compartir la forma en que se manejaban los contratos de los jugadores. Esto, puesto que indicó que estos pagos se realizaban en negro, es decir, por fuera de lo que se declaraba a la ANFP, además de dobles contratos, lo cual va contra las reglas de la ANFP. Ante las acusaciones de Valentini, los jugadores Gonzalo Lauler, Miguel Sanhueza, Nicolás Peranic, Gonzalo Sosa y Cristián Magaña desmintieron a Valentini, indicando que este fue desvinculado de Melipilla debido a que el 16 de noviembre de 2020 Deportes Melipilla enfrentó a Magallanes en el Estadio de La Florida, partido al cual Valentini se presentó en manifiesto estado de ebriedad, y frente a todos nosotros comenzó a alentar al equipo rival, especialmente a un jugador de su representación. Tras una investigación, en primera instancia, el 27 de diciembre de 2021, Deportes Melipilla fue expulsado por la Primera Sala del Tribunal de Disciplina de la ANFP, debido a las irregularidades denunciadas; sin embargo, el 13 de enero de 2022, la Segunda Sala del Tribunal revocó su expulsión y determinó la pérdida de seis de los puntos obtenidos durante el torneo 2021, provocando con ello su descenso directo a Primera B 2022.
En noviembre de 2024, se reveló a la opinión pública que Valentini habría tratado de sobornar al jugador de Deportes Melipilla, Brandon Cáceres, a través del intermediario Arnaldo Jara, para que el jugador denunciara al SIFUP el no pago de cotizaciones, y así obtener un descuento de puntos que beneficiará a Deportes Concepción.

## Clubes

### Como jugador
| Club                 | País   | Año       |
| -------------------- | ------ | --------- |
| Universidad Católica | Chile  | 1978-1984 |
| Real Oviedo          | España | 1984      |
| Tampico Madero       | México | 1985-1986 |
| Unión San Felipe     | Chile  | 1987      |
| Deportes Arica       | Chile  | 1988      |
| Deportivo Irapuato   | México | 1989-1990 |

### Como entrenador
| Club                  | País  | Año       |
| --------------------- | ----- | --------- |
| Regional Atacama      | Chile | 1996      |
| Municipal Las Condes  | Chile | 1997-1998 |
| Provincial Osorno     | Chile | 1999-2000 |
| Deportes Puerto Montt | Chile | 2002-2003 |
| Deportes Puerto Montt | Chile | 2012      |
| Deportes Puerto Montt | Chile | 2013      |
| Deportes Melipilla    | Chile | 2018      |

## Palmarés

### Como jugador

#### Campeonatos nacionales
| Título           | Club                 | País  | Año  |
| ---------------- | -------------------- | ----- | ---- |
| Primera División | Universidad Católica | Chile | 1984 |

#### Otros torneos nacionales
| Título               | Club                 | País  | Año  |
| -------------------- | -------------------- | ----- | ---- |
| Copa Chile           | Universidad Católica | Chile | 1983 |
| Copa de la República | Universidad Católica | Chile | 1984 |